# Martin Schneeweiss

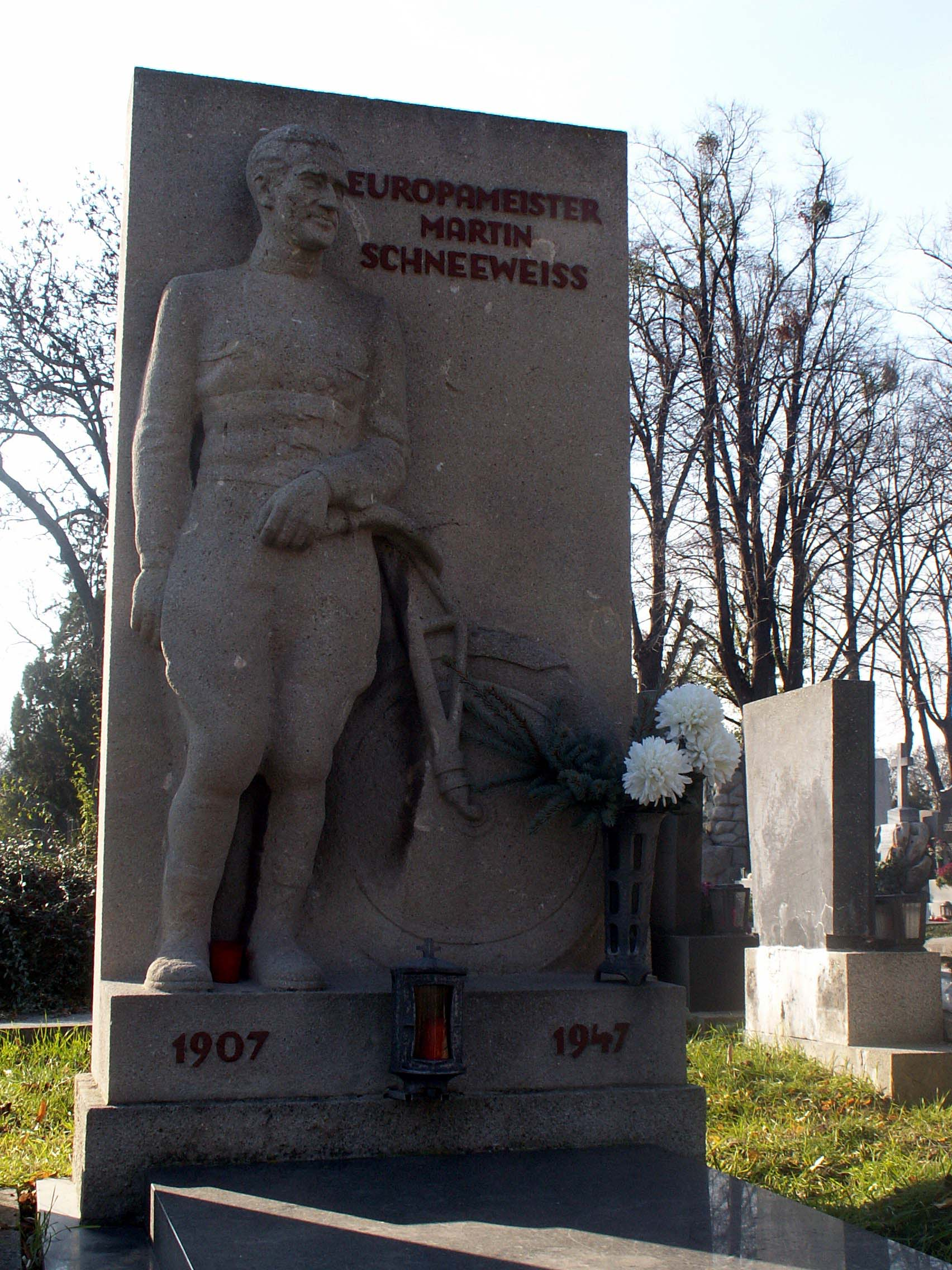
Grabstelle von Martin Schneeweiß am Wiener Zentralfriedhof

Martin Schneeweiß (* 26. Juni 1907 in Wien; † 7. Oktober 1947 in Graz) war ein österreichischer Motorradrennfahrer.

## Leben
Schneeweiß begann seine sportliche Laufbahn zunächst als Radrennfahrer, wechselte aber nach der Matura 1926 zum Motorradsport. 1927 errang er den Titel des Wiener und Niederösterreichischen Meisters. Im gleichen Jahr wurde er Zweiter beim Grand Prix von Österreich. Es folgten Platzierungen bei Rennen in Marburg und Linz, sowie ein zweiter Platz beim Grand Prix von Ungarn. 1932 siegte er bei der österreichischen Landesmeisterschaft sowie bei weiteren Rennen mit internationaler Besetzung in Polen und Österreich. Bei der 1937 in Prag erstmals ausgetragenen Europameisterschaft in der Geschichte des Motorrad-Rennsports für Flachbahnrennen wurde er schließlich Europameister. Sein Umbau der Schneeweiß-Spezial-Rennmaschine mit Gummihinterradfederung war eine Revolution im Bahn-Rennsport (Speedway). Der Öffentlichkeit bekannt wurde er ferner durch Aktionen wie das Wettrennen gegen den Orient-Express. Als Rennstrecke wurde Wien–Ostende an der Kanalküste gewählt; Schneeweiß und sein Beifahrer Karl Abarth trafen nur knapp nach dem Zug am Ziel ein. Die Rückfahrt konnten sie dann auf dem Motorrad gewinnen.
Während des Zweiten Weltkrieges arbeitete Schneeweiß als Fahrlehrer.
Am 4. Oktober 1947 trat Schneeweiß auf der Grazer Trabrennbahn gegen Hermann Gunzenhauser an. Dieser Zweikampf endete mit einem Sturz beider Fahrer, an dessen Folgen Martin Schneeweiß starb. Seine Ende 1946 fertiggestellten Erinnerungen erschienen 1948 unter dem Titel Zwischen Start und Ziel im Wiener Globus-Verlag. Schneeweiß wurde in einem ehrenhalber gewidmeten Grab auf dem Wiener Zentralfriedhof (12C-3-27) beigesetzt.

## Maschinen
- Internationale Bekanntheit erlangte die „Schneeweiß-Spezial-Sandmaschine“. Sie verfügte über einen 250-cm³-J.A.P.-Motor, mit ca. 20 PS Leistung.[1]

- Außerdem stattete Schneeweiß 1939 eine der käuflichen SS-Versionen der DKW-Werksrennmaschine ULD 250, die ursprünglich über eine Ladepumpe verfügte, mit einem Kompressor aus. Um keine Details seiner Konstruktion preiszugeben, versteckte er diesen hinter einer Blechverkleidung. Der Österreicher gewann damit den Großen Bergpreis von Deutschland 1939 auf der Großglockner-Hochalpenstraße vor dem DKW-Werksfahrer Walfried Winkler. Die Maschine existiert bis heute.[2]

## Verweise